# Huracà Leslie (2018)
L'Huracà Leslie (conegut com a Tempesta Leslie a Espanya i Portugal una vegada passat a categoria extratropical) va ser el cicló més potent arribat a la Península ibèrica des de 1842 i un dels huracans de l'Atlàntic més duradors en el temps. Leslie va ser la dotzena tempesta anomenada i sisè huracà de la Temporada d'huracans de l'Atlàntic de 2018
.
La tempesta va tenir un origen no tropical, desenvolupant-se a partir d'un sistema de baixes pressions (borrasca) desenvolupat sobre l'Oceà Atlàntic Nord el 22 de setembre. La borrasca ràpidament va adquirir característiques subtropicals i va ser classificada com a tempesta subtropical l'endemà. El cicló va serpentejar sobre l'Atlàntic Nord i gradualment va marxar afeblint abans de ser absorbit per un sistema frontal el 25 de setembre, el qual més tard es va intensificar en forma d'huracà, esdevenint un huracà primerenc el 3 d'octubre, amb vents de 130 km/h. 
Al dia 10 d'octubre, Leslie es va tornar a enfortir, aconseguint vents de fins a 150 km/h i una pressió central mínima de 969 mbar, el 12 d'octubre. Va generar alertes i avisos importants a l'Arxipèlag de Madeira (el primer cas registrat en la seva història), llavors va començar a afeblir-se, mentre s'accelerava cap al nord-est, abans de fer la transició cap a "cicló extratropical" davant la costa de Portugal el 13 d'octubre. L'endemà Leslie va arribar a Zamora, amb una força de 96 km/h registrats a Fuentesaúco, provocant finalment el dia 15, talls de carreteres i rius desbordats a Catalunya, així com a varies províncies espanyoles i, al seu pas per França, onze morts i importants danys materials a l'àrea de Carcassona.

## Orígens i transició extratropical

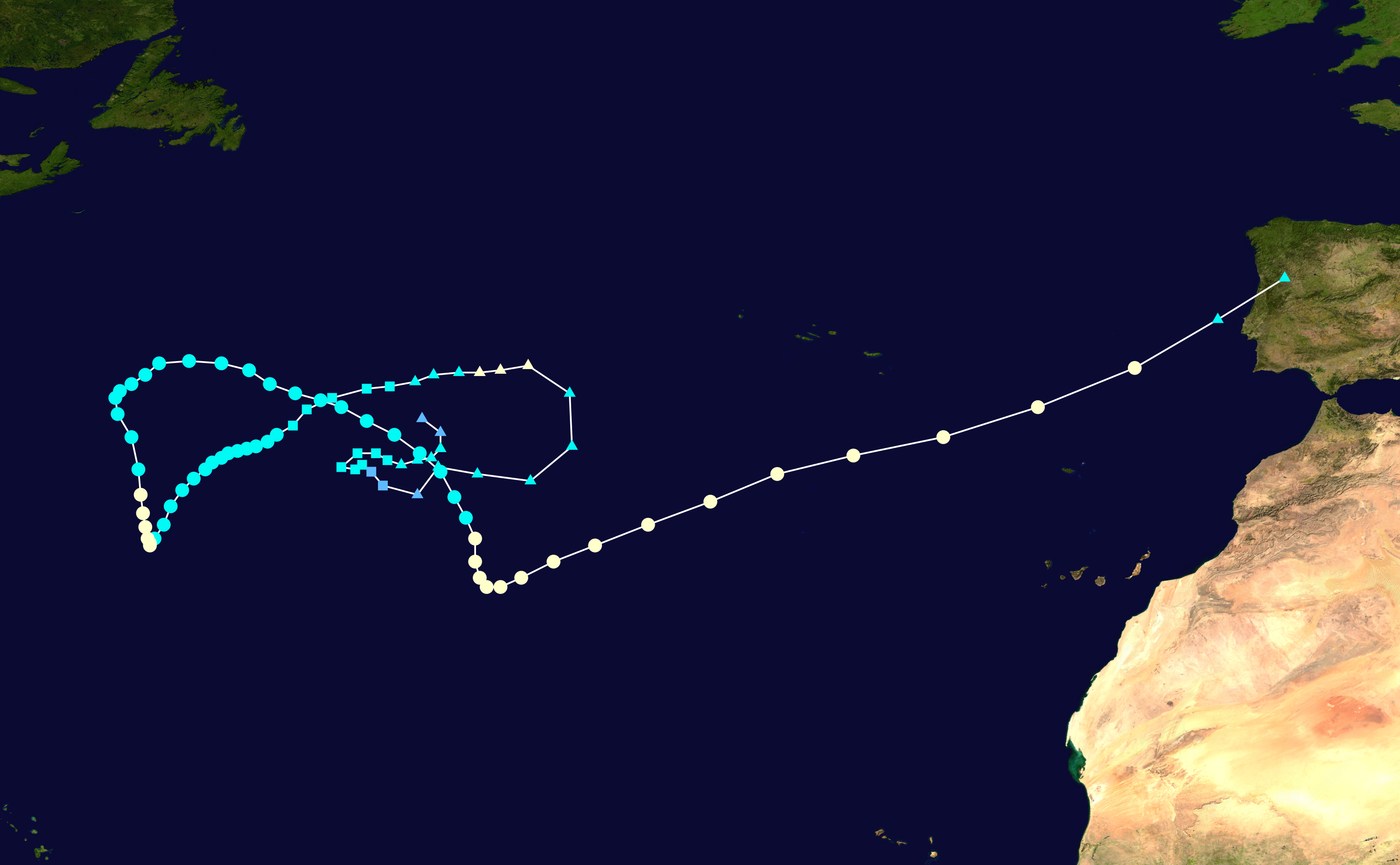
Recorregut de l'huracà Leslie.

El 19 de setembre, a la meitat d'un mes actiu de formació de ciclons tropicals en la conca atlàntica del nord, el Centre Nacional d'Huracans (NHC) va començar a controlar un sistema frontal de baixes pressions prop de les Açores, amb la possibilitat d'adquirir característiques tropicals o subtropicals. Tres dies més tard, el 22 de setembre, una baixa no-tropical formada al llarg d'un front aproximadament 1000 quilòmetres al sud de les Açores. La baixa de pressa va adquirir característiques subtropicals i a les 15.00 UTC del 23 de setembre, el NHC va iniciar el seu rastreig i seguiment com a Tempesta Subtropical Leslie.

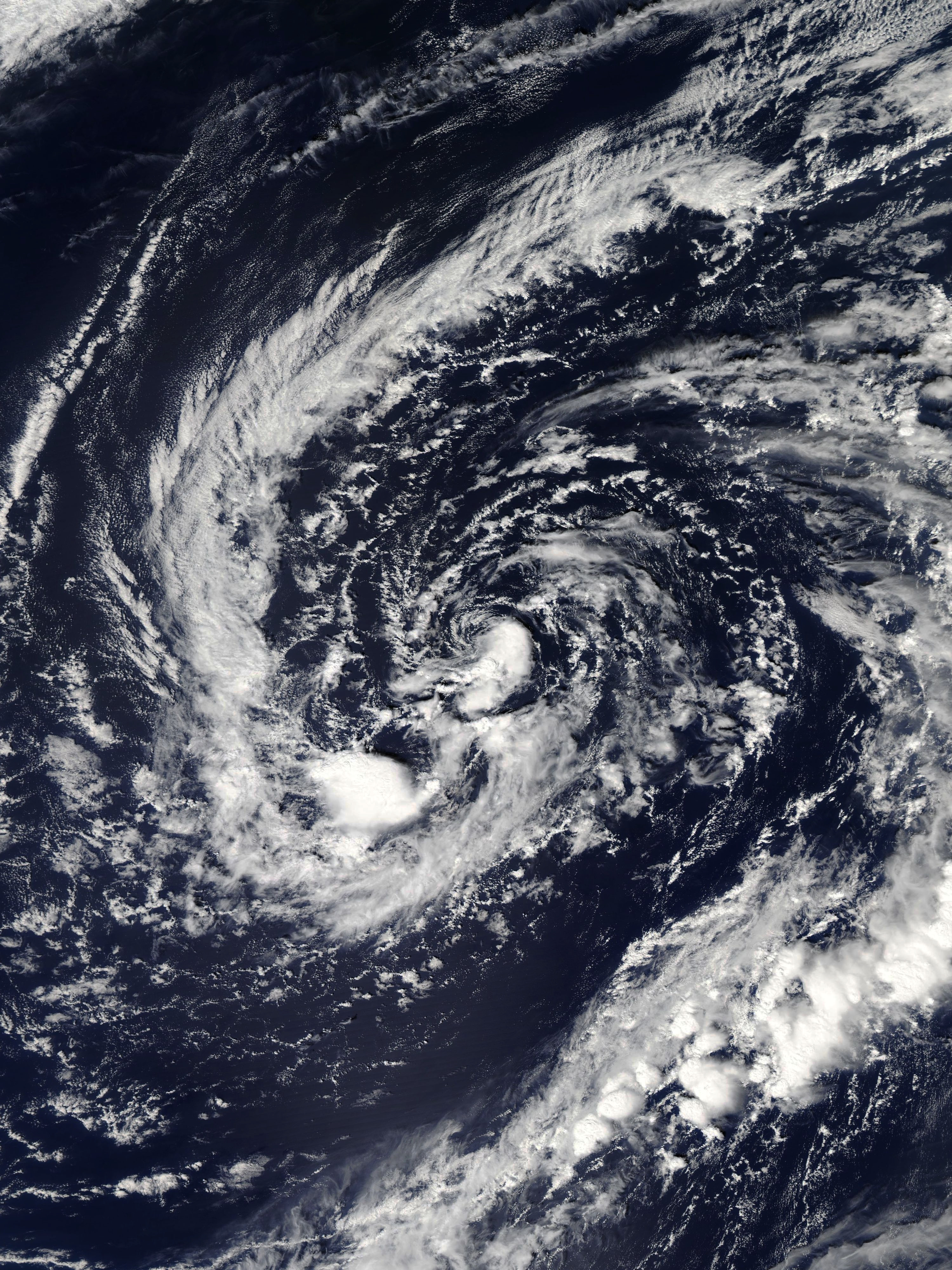
Leslie poc després de ser classificat com a tempesta tropical el 23 de setembre.

A principis del mes d'octubre Leslie es va començar a afeblir, prenent camí al nord-est. A les 18.00 UTC del 13 d'octubre, Leslie es esdevenir cicló extratropical. Tres hores més tard, el NHC va emetre el seu avís que Leslie s'acostava a la costa occidental de Portugal. Poc després, Leslie va tocar terra en Figueira da Foz a les 21.10 UTC, causant molts danys materials en la costa central del país.

## Preparacions i impacte

### Madeira
La tarda de l'11 d'octubre, el Govern de Portugal va emetre un avís de tempesta tropical per a Madeira. Es tractava del primer avís de tempesta tropical conegut per a aquella illa en la seva història. Les autoritats locals van tancar platges i parcs. L'amenaça de la tempesta va causar que vuit aerolínies cancel·lessin vols a Madeira. Més de 180 partits d'esports a l'illa van ser cancel·lats. Els avisos es van eliminar el 13 d'octubre quan Leslie es va apartar de les illes.

### Portugal continental
Davant l'arribada de Leslie, el IPMA va emetre avisos vermells per vents molt forts o condicions costaneres perilloses per al dia 13 en 18 districtes, incloent Lisboa. A les 21.10 UTC d'aquest dia, Leslie va tocar terra en Figueira da Foz com a tempesta extratropical i vents de cicló de 110 km/h. El país es va veure afectat per pluges torrencials i fort onatge, deixant 300.000 cases sense electricitat. Almenys 1.000 arbres van ser arrencats a les àrees costaneres. El 14 d'octubre es va saber que 27 persones havien resultar ferides. Leslie va ser considerada com la primera tempesta d'origen tropical en colpir la Península ibèrica des de l'huracà Vince el 2005, així com la tempesta més forta que ha afectat la península des de 1842.

### Espanya
Les restes de l'huracà Leslie, rebaixat a tempesta tropical a la seva entrada a Espanya, va penetrar al país per la província de Zamora, amb 96 km/h aconseguits a Fuentesaúco, a la comarca de la Guareña, al sud-est de la província. L'Agència Estatal de Meteorologia (Aemet) va activar el nivell d'avís "taronja" (risc important) per pluges i vents forts en 8 comunitats autònomes. El dia 15, aquest Leslie disminuït, va acabar provocant, talls de carreteres i rius desbordats a diverses províncies.

### Catalunya
Les restes de l'huracà 'Leslie', la tarda del 14 d'octubre es van unir a un sistema frontal al mediterrani, reactivant les precipitacions i arribant a Catalunya en forma de tempesta posttropical, on es van registrar quantitats de precipitació entre 20 i 30 mm de pluja en només mitja hora. Destacant les dades de 26,3 mm a Blancafort, 20,7 mm a Prades i 29 mm a Falset.
Segons dades del Servei Meteorològic de Catalunya, Girona fou la demarcació que va acumular més pluja. Les pluges van provocar crescudes importants en rius i rieres: El riu Sió es va desbordar a Oluges i el Ter a Sant Quirze de Besora. A l'Alt Ter, es va passar del llindar d'alerta al de perill a Ripoll, mentre que a Olot el cabal del Fluvià va superar el llindar d'alerta. Protecció Civil recomanà evitar els accessos a la llera, punts baixos i creuaments de riu.
Les pluges també van provocar problemes en la mobilitat: Va quedar interrompuda la circulació de trens entre Blanes i Maçanet per la caiguda d'un arbre a la via, i fins a 8 carreteres gironines van quedar tallades per inundacions o esllavissades.

#### Registres destacats
- Viladrau, 209 litres
- Ulldeter, 186
- Molló, 167
- Solsona, 153
- Núria, 143
- Puig Sesolles, 141[19]

### França
Tot i perdre força en tocar terra a Portugal, la tempesta 'Leslie' va impactar fortament al departament de l'Aude, al Llenguadoc-Rosselló (Occitània). Prop de Carcassona va deixar 11 morts, diversos ferits greus i importants danys materials.

## Huracans similars
- Huracà Nadine (2012): huracà atlàntic erràtic d'intensitat similar.
- Huracà Ophelia (2017): l'huracà situat més a l'est de l'Atlàntic oficialment mesurat; amb impacte similar a Irlanda i el Regne Unit com a cicló extratropical.